# Harlow District
Harlow District är ett distrikt (motsvarande kommun) i grevskapet Essex i England, Storbritannien. Distriktet har 94 409 invånare (2022). Det består av staden Harlow.
Distriktet har inga civil parishes.